# Орбитальные векторы состояния
Орбитальные векторы состояния — в астродинамике и небесной механике декартовы векторы положения  ({\displaystyle \mathbf {r} }) и скорости   ({\displaystyle \mathbf {v} }), вместе  с моментом времени  (эпоха) ({\displaystyle t\,}) однозначно определяют траекторию обращающегося тела.

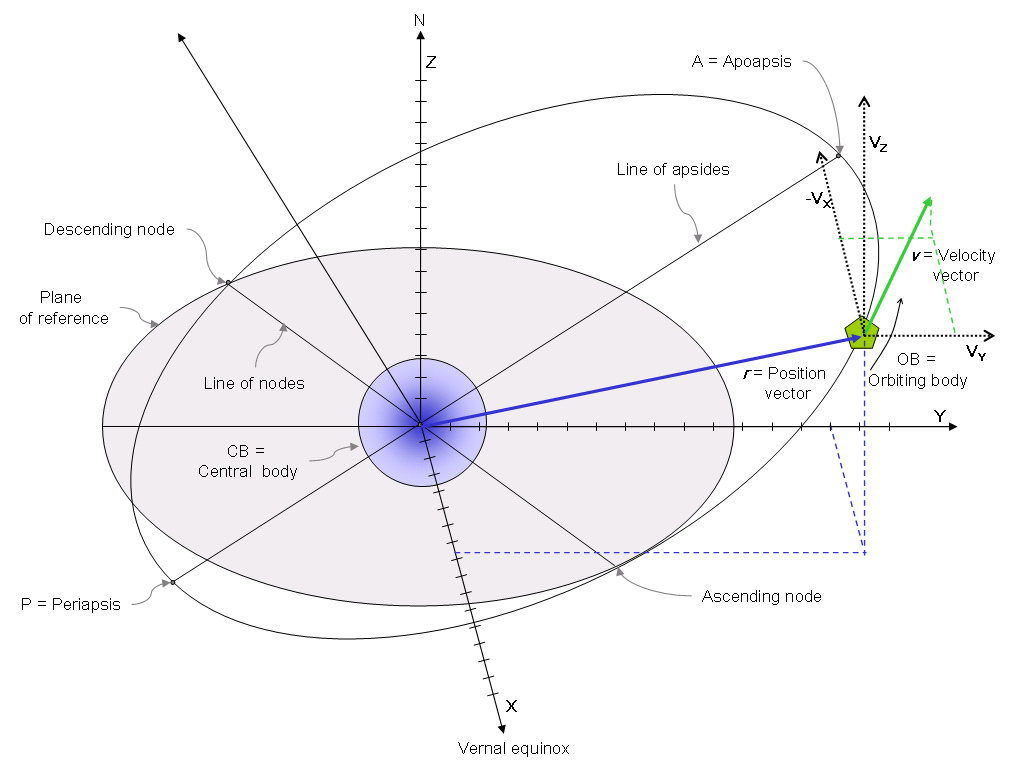
Векторы положения на орбите (обозначен синим цветом), скорости (обозначен зелёным цветом) и другие элементы орбиты

## Система отсчёта
Векторы состояния определяются относительно некоторой системы отсчёта, обычно инерциальной. Одной из наиболее применяемых систем отсчёта для тел, движущихся вблизи Земли, является геоцентрическая экваториальная система отсчёта, определяемая следующим образом:
- начало отсчёта находится в центре масс Земли;
- ось Z совпадает с осью вращения Земли, положительные координаты соответствуют северному полушарию;
- плоскость X/Y совпадает с плоскостью земного экватора,  ось X направлена в точку весеннего равноденствия, ось Y образует с осями X и Z правую тройку векторов.

Данная система отсчёта на самом деле не является инерциальной вследствие медленной прецессии  оси вращения Земли, поэтому система отсчёта обычно определяется положением Земли на стандартную астрономическую эпоху, такую как B1950 или J2000.
Можно использовать другие системы отсчёта при различных задачах, например гелиоцентрические или планетоцентрические, системы отсчёта с началом в барицентре Солнечной системы, системы отсчёта с плоскостью орбиты космического аппарата в качестве опорной плоскости. 

## Вектор положения
Вектор положения  {\displaystyle \mathbf {r} } описывает положение тела в выбранной системе отсчёта, вектор скорости  {\displaystyle \mathbf {v} } показывает скорость в той же системе отсчёта в тот же момент времени. Данные векторы вместе с моментом времени, на который они указаны, описывают траекторию тела.
Тело не обязано находиться на орбите для того, чтобы векторы состояния описывали траекторию его движения: тело должно двигаться только под влиянием инерции и гравитации. Например, в качестве тела можно рассмотреть космический аппарат на суборбитальной траектории. Если значимыми являются другие силы, их можно векторно добавить к силе притяжения при интегрировании для определения положения и  скорости в будущем.
Для любого объекта, движущегося в космическом пространстве, вектор скорости будет касательным  к траектории. Если  {\displaystyle {\hat {\mathbf {u} }}_{t}} является  единичным касательным к траектории вектором, то
{\displaystyle \mathbf {v} =v{\hat {\mathbf {u} }}_{t}.}

### Вывод
Вектор скорости  {\displaystyle \mathbf {v} \,} можно получить из вектора положения {\displaystyle \mathbf {r} \,}  при дифференцировании по времени:
{\displaystyle \mathbf {v} ={d\mathbf {r}  \over {dt}}.}
Вектор положения объекта можно использовать для вычисления классических или кеплеровых элементов орбиты. Кеплеровы элементы показывают размер, форму и ориентацию орбиты и могут использоваться для быстрого вычисления состояния объекта в заданный момент времени в том случае, если движение объекта в точности моделируется задачей двух тел с очень малыми возмущениями.
С другой стороны, векторы состояния более полезны при численном интегрировании, учитывающем значительные меняющиеся со временем дополнительные виды сил и гравитационные возмущения от других тел.
Векторы состояния  ({\displaystyle \mathbf {r} } и {\displaystyle \mathbf {v} }) можно использовать при вычислении вектора углового момента в  виде {\displaystyle \mathbf {h} =\mathbf {r} \times \mathbf {v} }.
Поскольку даже спутники на низкой околоземной орбите испытывают значительные возмущения (в особенности вследствие несферичности Земли), то кеплеровы элементы, вычисленные по вектору состояния в данный момент времени справедливы только для этого момента времени. Подобные элементы называются оскулирующими.